# アニス・ルニフィ
アニス・ルニフィ（Anis Lounifi 1978年1月7日- ）はチュニジア出身の柔道選手。階級は60kg級及び66kg級。身長168cm。2015年現在はチュニジアナショナルチームのコーチを務めている。

## 人物
2000年のアフリカ選手権60kg級で優勝するが、シドニーオリンピックでは66kg級に出場して、2回戦で中村行成に総合負けを喫した。2001年の世界選手権では60kg級に出場して、準決勝で徳野和彦に裏投で一本勝ちすると、決勝でもベルギーのセドリック・タイマンスに警告で勝って、アフリカ勢として初の世界チャンピオンとなった。
2003年の世界選手権では3回戦で野村忠宏と対戦して、ポイントで圧倒されながらも終盤に崩袈裟固で逆転の一本勝ちをしたが、準決勝で韓国の崔敏浩に敗れて3位に終わり、今大会2連覇はならなかった。2004年のアテネオリンピックでは3回戦で敗れてメダルを獲得できなかった。

## 主な戦績
- 1999年 - アフリカ競技大会　66kg級　2位
- 2000年 - アフリカ選手権　60kg級　優勝
- 2001年 - 世界選手権　60kg級　優勝
- 2001年 - 地中海競技大会　60kg級　優勝
- 2002年 - アフリカ選手権　66kg級　優勝
- 2003年 - 世界選手権　60kg級　3位
- 2004年 - アフリカ選手権　66kg級　3位
- 2005年 - アフリカ選手権　66kg級　3位